# 比爾半島
比爾半島（英語：Buell Peninsula），是南極洲的半島，位於維多利亞地的彭內爾海岸，長28公里、寬15公里，由美國地質調查局繪入地圖，現時由南極條約體系管理。